# 죽암해저산맥
죽암해저산맥(Jugam Seamount Chain)는 울산 동방 약 55km 지점에 있는 해저산맥이다.

## 해양지명
수로업무법  제33조의4 제1항의 규정에 의거 해양지명위원회에서 심의·결정한 해양지명은 다음과 같다.
- 제정 해양지명 : 죽암해저산맥
- 대표위치(WGS-84) : 38°11´ N, 131°14´ E에서 38°26´ N, 131°42´ E까지
- 범위 : 울릉도 북방 200km 지점부터 북동방향으로 약 50km에 걸쳐 형성된 일련의 해산

## 명칭 유래
'죽암'이라는 명칭은 울릉도의 육상지명에서 차용되었으며, 현재 학술 연구에서 사용되고 있다.